# 国道218号
国道218号（こくどう218ごう）は、熊本県熊本市中央区から宮崎県延岡市に至る一般国道である。

## 概要
起点から宇城市までは国道3号の重用区間である。通潤橋や高千穂峡といった観光地を通過し、九州山地を横断する。冬期は積雪が発生するため、チェーン規制が実施されることがある。宮崎県側の西臼杵郡高千穂町から延岡市までは、2008年（平成20年）に廃止された高千穂鉄道がかつて並走していた。

### 路線データ
一般国道の路線を指定する政令に基づく起終点および重要な経過地は次のとおり。
- 起点：熊本市（中央区、水道町交差点 = 国道3号上、国道208号・国道219号起点、熊本県道28号熊本高森線交点）
- 終点：延岡市（国道10号交点、国道326号起点）
- 重要な経過地：宇土市、熊本県宇土郡不知火町[注釈 2]、同県下益城郡松橋町[注釈 2]、同郡中央町[注釈 3]、同郡砥用町[注釈 3]、同県上益城郡矢部町[注釈 4]、同県阿蘇郡蘇陽町[注釈 4]、宮崎県西臼杵郡五ケ瀬町、同郡高千穂町、同郡日之影町
- 総延長 : 162.4 km（熊本県 63.3 km、熊本市 13.1 km、宮崎県 86.0 km）重用延長を含む。[3][注釈 5]
- 重用延長 : 19.2 km（熊本県 6.1 km、熊本市13.1 km、宮崎県 - km）[3][注釈 5]
- 未供用延長 : なし[3][注釈 5]
- 実延長 : 143.2 km（熊本県 57.2 km、熊本市 - km、宮崎県 83.9 km）[3][注釈 5]
  - 現道 : 124.5 km（熊本県 56.4 km、熊本市 - km、宮崎県 68.1 km）[3][注釈 5]
  - 旧道 : 0.8 km（熊本県 0.8 km、熊本市 - km、宮崎県 - km）[3][注釈 5]
  - 新道 : 18.0 km（熊本県 - km、熊本市 - km、宮崎県 18.0 km）[3][注釈 5]
- 指定区間：国道3号と重複する区間（熊本県熊本市中央区・水道町交差点（起点） - 宇城市松橋町）、熊本県上益城郡山都町塩原字寺尾875番5 - 宮崎県西臼杵郡高千穂町大字三田井字塩市1775番1（蘇陽五ヶ瀬道路 蘇陽IC - 五ヶ瀬東IC、五ヶ瀬高千穂道路 五ヶ瀬東IC - 高千穂IC、高千穂雲海橋道路 高千穂IC - 雲海橋交差点：同郡五ケ瀬町大字三ケ所字古園1201番1 - 同町大字三ケ所字立壁1671番1、同町大字三ケ所字赤谷10649番1、同町大字三ケ所字榧ノ木谷10394番7を経て同町大字三ケ所字小道10057番1までを除く。）、同郡日之影町大字七折字末市13983番一 - 同町大字七折字平底12281番1（高千穂日之影道路 雲海橋交差点 - 平底交差点：同町大字七折字末市13983番1 - 同町大字七折字東14485番4を経て同町大字七折字平底12281番1までを除く。）、延岡市北方町蔵田字小原辰421番1 - 同市高野町67番40（北方延岡道路 蔵田交差点 - 延岡IC/JCT：同市北方町蔵田字小原辰421番1から同市北方町川水流字新地卯735番1を経て同市舞野町1469番18までを除く。）[4]

## 歴史
- 1953年（昭和28年）5月18日 - 二級国道218号熊本延岡線（熊本市 - 延岡市）として指定施行[5]。
- 1965年（昭和40年）4月1日 - 道路法改正により一級・二級区分が廃止されて一般国道218号として指定施行[2]。
- 1995年（平成7年）3月22日 - 日之影バイパス全線開通。
- 2006年（平成18年）2月18日 - 北方延岡道路の舞野仮出入口（現・舞野IC） - 延岡IC/JCT間（2.1 km）が開通。
- 2008年（平成20年）4月26日 - 北方延岡道路の北方IC - 舞野IC間（6.4 km）が開通。
- 2009年（平成21年）3月13日 - 高千穂・日之影間のバイパス道路として、高千穂日之影道路（九州中央自動車道に並行する一般国道自動車専用道路）が事業着手する[6]。
- 2015年（平成27年）4月29日 - 北方延岡道路の蔵田交差点 - 北方IC間（4.6 km）が開通[7][8]。
- 2018年（平成30年）11月11日 - 高千穂日之影道路の雲海橋交差点 - 日之影深角IC間（2.8 km）が開通[9]。

## 路線状況

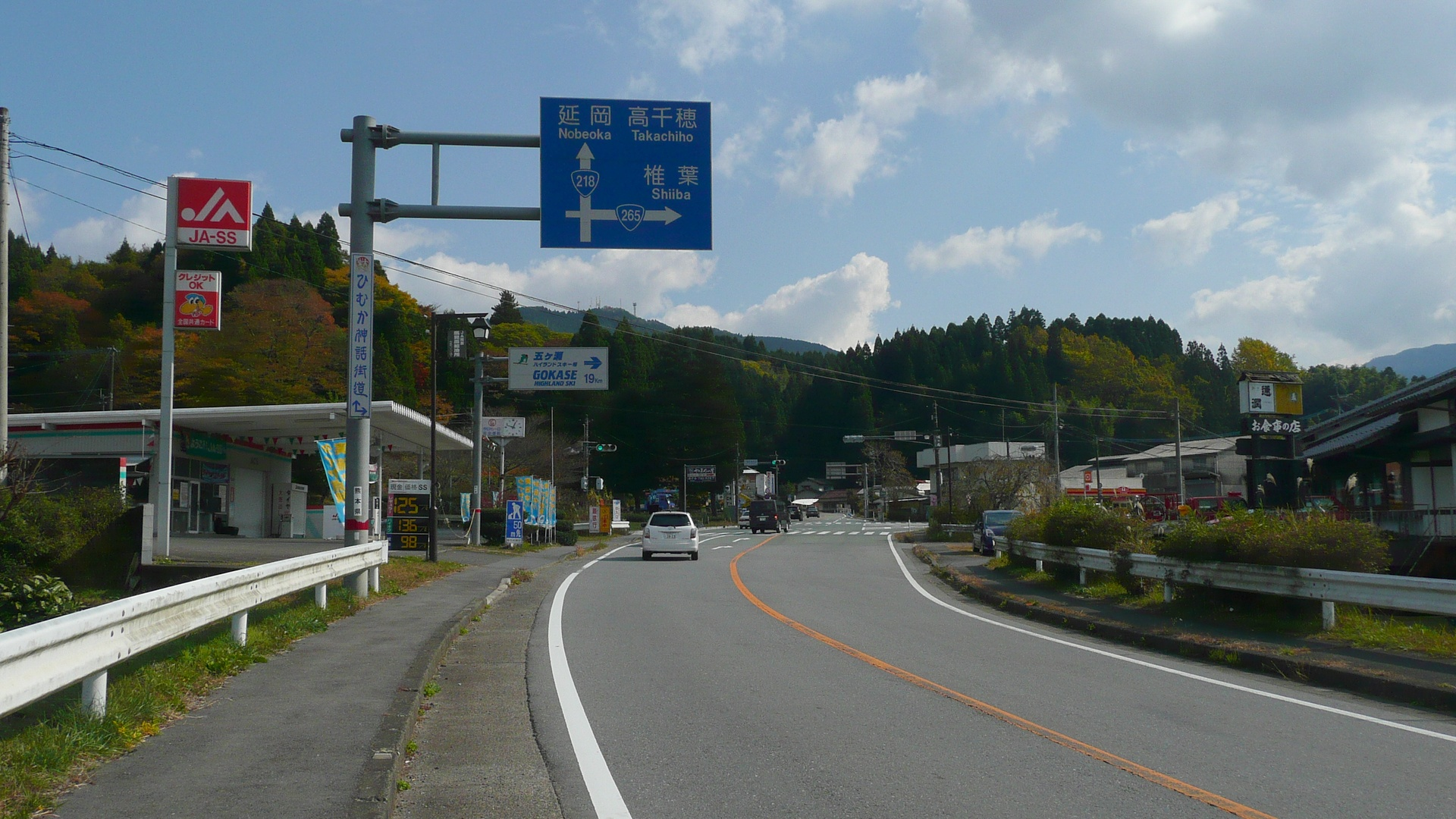
熊本県上益城郡山都町馬見原

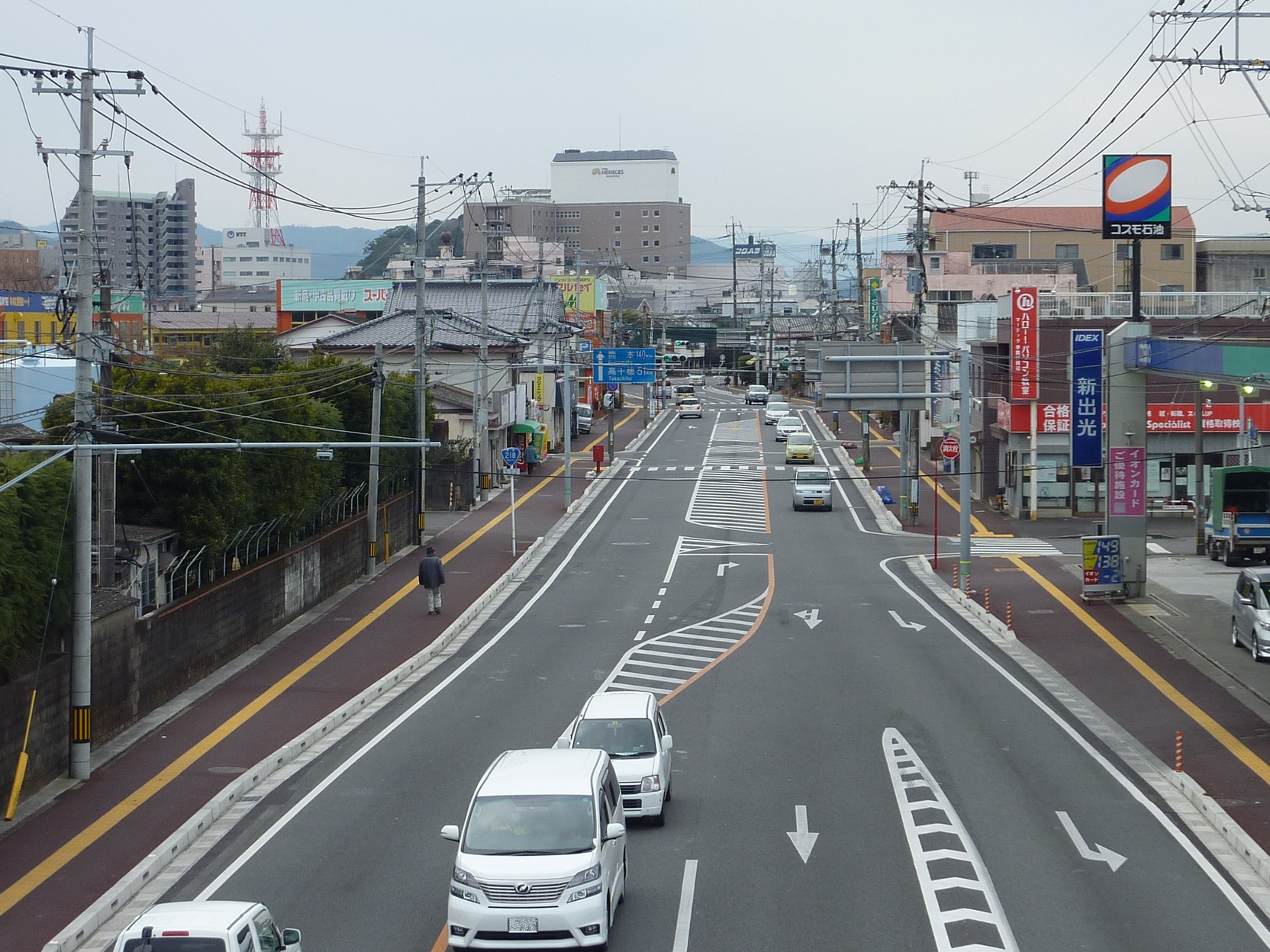
終点（宮崎県延岡市）

### バイパス
- 矢部バイパス
- 五ヶ瀬バイパス
- 津花バイパス
- 高千穂バイパス
- 日之影バイパス

高千穂町 - 北方町（延岡市）間、総延長28.6 km。1971年度（昭和46年度）から総事業費416億円をかけ建設を進め、高千穂町から近い順に1工区が1975年（昭和50年）2月4日、2工区（青雲橋を除く）が1984年（昭和59年）10月1日、3工区および青雲橋が1987年（昭和62年）1月23日に、椎畑バイパスが1995年（平成7年）3月22日それぞれ開通した。開通により高千穂 - 延岡間の所要時間は80分から60分に、距離は53.6 kmから48 kmに短縮された。旧道（宮崎県道237号北方高千穂線）は幅員狭小・災害に脆弱であり、宮崎日日新聞は1971年（昭和46年）1月3日付で「酷道・険道・死道」の見出しで当時の状況を伝えている。

#### 高速自動車国道に並行する一般国道自動車専用道路（A'路線）
- E77 九州中央自動車道並行路線
  - 蘇陽五ヶ瀬道路
  - 五ヶ瀬高千穂道路
  - 高千穂雲海橋道路
  - 高千穂日之影道路[10][11]
  - 北方延岡道路[12]

### 重複区間
- 国道3号・国道219号（熊本県熊本市中央区水道町・水道町交差点（起点） - 宇城市松橋町久具）
- 国道57号（熊本県南区近見7丁目・近見交差点 - 宇土市新松原町）
- 国道443号（熊本県下益城郡美里町小筵（こむしろ）・小筵交差点 - 下益城郡美里町佐俣）
- 国道445号（熊本県下益城郡美里町三和・三和交差点 - 上益城郡山都町上寺・上寺交差点）
- 国道265号（熊本県上益城郡山都町滝上・山都町滝上交差点 - 上益城郡山都町馬見原・山都町馬見原交差点）
- 国道503号（熊本県上益城郡山都町滝上・山都町滝上交差点 - 宮崎県西臼杵郡五ヶ瀬町大字三ヶ所・埋立交差点）

### 道路施設

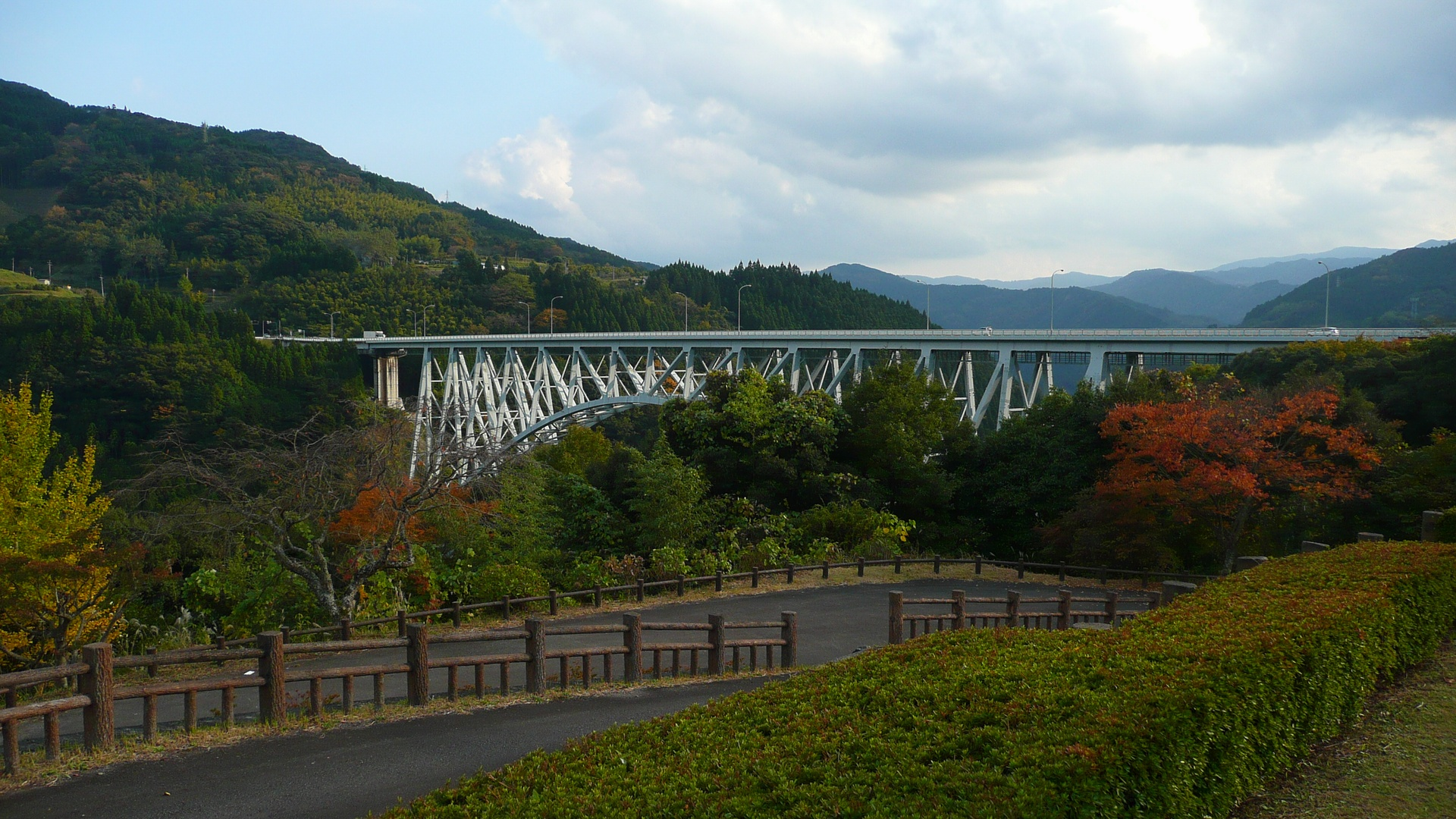
青雲橋（宮崎県日之影町）。日之影川に架かっており、橋の高さは137 mある。

延岡 - 高千穂間は、五ヶ瀬川がつくる深い渓谷に沿ったルートのため、渓谷には青雲橋や雲海橋など、高さのある巨大な橋がいくつも架かる。

#### 橋梁
起点から
- 熊本県
  - 長六橋（白川、熊本市中央区、国道3号重複区間内）
  - 天明新川橋（天明新川、熊本市南区、国道3号重複区間内）
  - 加勢川橋（加勢川、熊本市南区、国道3号重複区間内）
  - 緑川橋（緑川、熊本市南区、国道3号重複区間内）
  - 浜戸橋（浜戸川、熊本市南区、国道3号重複区間内）
  - 北田尻橋（潤川、熊本市南区、国道3号重複区間内）
  - 南田尻橋（潤川、熊本市南区、国道3号重複区間内）
  - 潤川橋（潤川、宇土市、国道3号重複区間内）
  - 花園橋（潤川、宇土市、国道3号重複区間内）
  - 深川橋（大野川、宇城市）
  - 年称橋（津留川、下益城郡美里町）
  - 霊大橋（下益城郡美里町）
  - 蘇陽橋（上益城郡山都町）
  - 蘇望橋（上益城郡山都町 - 宮崎県西臼杵郡五ヶ瀬町）
- 宮崎県
  - 津花大橋（西臼杵郡五ヶ瀬町 - 西臼杵郡高千穂町）
  - 神都高千穂大橋（西臼杵郡高千穂町）
  - 雲海橋（西臼杵郡高千穂町 - 西臼杵郡日之影町）
  - 波瀬大橋（西臼杵郡日之影町）
  - 青雲橋（日之影川、西臼杵郡日之影町）
  - 上顔橋（西臼杵郡日之影町）
  - 下顔橋（西臼杵郡日之影町）
  - 観音滝橋（西臼杵郡日之影町）
  - 槙峰大橋（網の瀬川、西臼杵郡日之影町 - 延岡市）
  - 干支大橋（五ヶ瀬川、延岡市）
  - 天馬大橋（五ヶ瀬川・宮崎県道237号北方高千穂線、延岡市）
  - 細見橋（細見川、延岡市）
  - 小峰橋（延岡市）

#### トンネル
起点から
- 熊本県
  - 砥用（ともち）トンネル：延長185 m、1983年（昭和58年）竣工、下益城郡美里町
  - 船津隧道：延長84 m、1971年（昭和46年）竣工、下益城郡美里町
  - 馬入隧道：延長195 m、1971年（昭和46年）竣工、下益城郡美里町
  - 北野隧道：延長69 m、1973年（昭和48年）竣工、下益城郡美里町
  - 万坂隧道：延長596 m、下益城郡美里町 - 上益城郡山都町
  - 山屋トンネル：延長183 m、1978年（昭和53年）竣工、上益城郡山都町
  - 川内トンネル：延長130 m、1981年（昭和56年）竣工、上益城郡山都町
  - 牧野トンネル：延長165 m、1988年（昭和63年）竣工、上益城郡山都町
- 宮崎県
  - 五ヶ瀬隧道：延長179 m、1974年（昭和49年）竣工、西臼杵郡五ヶ瀬町
  - 赤谷隧道：延長44 m、1984年（昭和59年）竣工、西臼杵郡五ヶ瀬町
  - 津花隧道：延長947 m、1973年（昭和48年）竣工、西臼杵郡五ヶ瀬町
  - 高千穂トンネル：延長419 m、1992年（平成4年）竣工、西臼杵郡高千穂町
  - 平底トンネル：延長550 m、西臼杵郡日之影町
  - 中村トンネル：延長620 m、1984年（昭和59年）竣工、西臼杵郡日之影町
  - ひつじトンネル：延長142 m、1991年（平成3年）竣工、延岡市
  - 椎畑トンネル：延長323 m、延岡市
  - 北方トンネル：延長442 m、1994年（平成6年）竣工、延岡市

#### 道の駅
- 熊本県

  - 美里「佐俣の湯」（下益城郡美里町）
  - 通潤橋（上益城郡山都町）
  - 清和文楽邑（上益城郡山都町）
- 宮崎県
  - 高千穂（西臼杵郡高千穂町）
  - 青雲橋（西臼杵郡日之影町）
  - 北方よっちみろ屋[14]（延岡市）

### 交通量
| 地点         | 台数     |
| ------------ | -------- |
| 延岡市古川町 | 15,490台 |

## 地理

### 通過する自治体
- 熊本県
  - 熊本市（中央区 - 南区） - 宇土市 - 宇城市 - 下益城郡美里町 - 上益城郡山都町
- 宮崎県
  - 西臼杵郡五ヶ瀬町 - 西臼杵郡高千穂町 - 西臼杵郡日之影町 - 延岡市

### 交差する道路
| 交差する道路                                                                         | 都道府県名 | 市町村名 | 市町村名 | 交差する場所     | 交差する場所                   |
| ------------------------------------------------------------------------------------ | ---------- | -------- | -------- | ---------------- | ------------------------------ |
| 国道3号 重複区間起点 国道208号 国道219号 重複区間起点 熊本県道28号熊本高森線         | 熊本県     | 熊本市   | 中央区   | 水道町           | 水道町交差点 / 起点            |
| 国道266号 国道445号                                                                  | 熊本県     | 熊本市   | 中央区   | 下通2丁目        | 代継橋交差点                   |
| 熊本県道22号熊本停車場線 / 産業道路                                                  | 熊本県     | 熊本市   | 中央区   | 迎町             | 迎町交差点                     |
| 国道57号 重複区間起点 / 熊本東バイパス 熊本県道51号熊本港線                          | 熊本県     | 熊本市   | 南区     | 近見7丁目        | 近見交差点                     |
| 熊本県道297号川尻宇土線                                                              | 熊本県     | 熊本市   | 南区     | 南高江5丁目      | 南高江5丁目交差点 南高江交差点 |
| 熊本県道236号神水川尻線                                                              | 熊本県     | 熊本市   | 南区     | 南高江5丁目      | 天明新川橋交差点               |
| 熊本県道50号熊本嘉島線 熊本県道297号川尻宇土線 重複区間起点                          | 熊本県     | 熊本市   | 南区     | 川尻6丁目        | 杉島交差点                     |
| 熊本県道241号千町廻江線 熊本県道242号走潟廻江線 熊本県道297号川尻宇土線 重複区間終点 | 熊本県     | 熊本市   | 南区     | 富合町小岩瀬     | 小岩瀬交差点                   |
| 熊本県道38号宇土甲佐線                                                               | 熊本県     | 熊本市   | 南区     | 富合町南田尻     | 南田尻交差点                   |
| 国道57号 重複区間終点 熊本県道14号八代鏡宇土線                                       | 熊本県     | 宇土市   | 宇土市   | 新松原町         |                                |
| 国道266号                                                                            | 熊本県     | 宇城市   | 宇城市   | 松橋町曲野       | 松橋町曲野交差点               |
| 国道3号 重複区間終点 熊本県道181号松橋停車場線                                       | 熊本県     | 宇城市   | 宇城市   | 松橋町久具       |                                |
| E3 九州自動車道                                                                      | 熊本県     | 宇城市   | 宇城市   | 松橋町浦川内     | 松橋町浦川内交差点 17 松橋IC   |
| 熊本県道312号中小野浦川内線 熊本県道313号松橋インター線                              | 熊本県     | 宇城市   | 宇城市   | 松橋町浦川内     | 松橋町萩尾交差点               |
| 熊本県道32号小川嘉島線                                                               | 熊本県     | 宇城市   | 宇城市   | 豊野町山崎       | 豊野町山崎交差点               |
| 熊本県道105号甲佐小川線 重複区間起点                                                 | 熊本県     | 下益城郡 | 美里町   | 中郡             | 神園交差点                     |
| 熊本県道105号甲佐小川線 重複区間終点                                                 | 熊本県     | 下益城郡 | 美里町   | 萱野             |                                |
| 国道443号 重複区間起点                                                               | 熊本県     | 下益城郡 | 美里町   | 小筵（こむしろ） | 小筵交差点                     |
| 国道443号 重複区間終点                                                               | 熊本県     | 下益城郡 | 美里町   | 佐俣             |                                |
| 熊本県道321号囲砥用線                                                                | 熊本県     | 下益城郡 | 美里町   | 今               |                                |
| 国道445号 重複区間起点                                                               | 熊本県     | 下益城郡 | 美里町   | 三和             | 三和交差点                     |
| 熊本県道153号清和砥用線                                                              | 熊本県     | 下益城郡 | 美里町   | 栗崎             |                                |
| 熊本県道220号三本松甲佐線                                                            | 熊本県     | 下益城郡 | 美里町   | 畝野             | 金木交差点                     |
| 熊本県道180号南田内大臣線 熊本県道219号横野矢部線                                    | 熊本県     | 上益城郡 | 山都町   | 南田             | 南田交差点                     |
| 国道445号 重複区間終点 熊本県道104号熊本浜線                                         | 熊本県     | 上益城郡 | 山都町   | 上寺             | 山都町上寺交差点               |
| E77 九州中央自動車道                                                                 | 熊本県     | 上益城郡 | 山都町   | 城平             | 5 山都通潤橋IC                 |
| 熊本県道39号矢部阿蘇公園線                                                           | 熊本県     | 上益城郡 | 山都町   | 畑               | 山都町畑交差点                 |
| 宮崎県道・熊本県道141号河内矢部線                                                    | 熊本県     | 上益城郡 | 山都町   | 野尻             | 山都町野尻交差点               |
| 熊本県道320号長原川野線                                                              | 熊本県     | 上益城郡 | 山都町   | 川野             |                                |
| 熊本県道224号小峯川内線                                                              | 熊本県     | 上益城郡 | 山都町   | 川野             | 山都町川野交差点               |
| 熊本県道153号清和砥用線                                                              | 熊本県     | 上益城郡 | 山都町   | 太平             |                                |
| 熊本県道319号仏原高森線                                                              | 熊本県     | 上益城郡 | 山都町   | 仏原             |                                |
| 熊本県道151号清和高森線                                                              | 熊本県     | 上益城郡 | 山都町   | 仏原             |                                |
| 国道265号 重複区間起点 国道503号 重複区間起点                                        | 熊本県     | 上益城郡 | 山都町   | 滝上             | 山都町滝上交差点               |
| 国道265号 重複区間終点 国道327号                                                     | 熊本県     | 上益城郡 | 山都町   | 馬見原           | 山都町馬見原交差点             |
| 宮崎県道202号鞍岡赤谷線                                                              | 宮崎県     | 西臼杵郡 | 五ヶ瀬町 | 大字三ヶ所       |                                |
| 大分県道・熊本県道・宮崎県道8号竹田五ヶ瀬線                                          | 宮崎県     | 西臼杵郡 | 五ヶ瀬町 | 大字三ヶ所       | 五ヶ瀬町車屋橋交差点           |
| 国道503号 重複区間終点                                                               | 宮崎県     | 西臼杵郡 | 五ヶ瀬町 | 大字三ヶ所       | 埋立交差点                     |
| 宮崎県道203号土生高千穂線                                                            | 宮崎県     | 西臼杵郡 | 高千穂町 | 大字三田井       |                                |
| 宮崎県道50号諸塚高千穂線                                                             | 宮崎県     | 西臼杵郡 | 高千穂町 | 大字三田井       |                                |
| 国道325号                                                                            | 宮崎県     | 西臼杵郡 | 高千穂町 | 大字三田井       | 総合公園前交差点               |
| 宮崎県道237号北方高千穂線                                                            | 宮崎県     | 西臼杵郡 | 高千穂町 | 大字三田井       | 駅通り交差点                   |
| 大分県道・宮崎県道7号緒方高千穂線                                                    | 宮崎県     | 西臼杵郡 | 高千穂町 | 大字三田井       | 馬門交差点                     |
| E77 九州中央自動車道 / 高千穂日之影道路                                              | 宮崎県     | 西臼杵郡 | 日之影町 | 大字七折         | 雲海橋交差点                   |
| 宮崎県道237号北方高千穂線 重複区間起点                                               | 宮崎県     | 西臼杵郡 | 日之影町 | 大字七折         |                                |
| E77 九州中央自動車道 / 高千穂日之影道路                                              | 宮崎県     | 西臼杵郡 | 日之影町 | 大字七折         | 日之影深角IC                   |
| 宮崎県道237号北方高千穂線 重複区間終点                                               | 宮崎県     | 西臼杵郡 | 日之影町 | 大字七折         |                                |
| E77 九州中央自動車道 / 北方延岡道路                                                  | 宮崎県     | 延岡市   | 延岡市   | 北方町蔵田       | 蔵田交差点                     |
| 宮崎県道237号北方高千穂線                                                            | 宮崎県     | 延岡市   | 延岡市   | 北方町蔵田       |                                |
| 宮崎県道20号北方北郷線                                                               | 宮崎県     | 延岡市   | 延岡市   | 北方町川水流卯   |                                |
| 宮崎県道242号北方インター線                                                          | 宮崎県     | 延岡市   | 延岡市   | 北方町南久保山   |                                |
| 宮崎県道215号板上曽木線                                                              | 宮崎県     | 延岡市   | 延岡市   | 北方町曽木       |                                |
| 宮崎県道235号樫原細見線                                                              | 宮崎県     | 延岡市   | 延岡市   | 細見町           | 細見町交差点                   |
| E77 九州中央自動車道 / 北方延岡道路                                                  | 宮崎県     | 延岡市   | 延岡市   | 舞野町           | 舞野IC                         |
| 宮崎県道16号稲葉崎平原線                                                             | 宮崎県     | 延岡市   | 延岡市   | 古川町           |                                |
| 国道10号 / 延岡バイパス 国道326号                                                    | 宮崎県     | 延岡市   | 延岡市   | 昭和町           | 終点                           |

### 交差する鉄道
- 豊肥本線
- 日豊本線

### 沿線
- 霊台橋 - 熊本県下益城郡美里町、国道218号旧道。
- 通潤橋 - 熊本県上益城郡山都町
- 蘇陽峡 - 熊本県上益城郡山都町
- 高千穂峡 - 宮崎県西臼杵郡高千穂町
- 高千穂神社 - 宮崎県西臼杵郡高千穂町
- 天岩戸神社 - 宮崎県西臼杵郡高千穂町、大分県道・宮崎県道7号緒方高千穂線沿い。